# SMS Lothringen
Le SMS Lothringen est le cinquième et dernier cuirassé pré-dreadnougth de la classe Braunschweig, construit par la marine impériale allemande et lancé en 1902. Ses sister-ships sont les SMS Braunschweig, SMS Elsaß, SMS Hessen et SMS Preußen.

## Service
Le Lothringen a été construit pa le chantier naval Schichau de Dantzig et lancé le 27 mai 1904. Il est mis en service le 18 mai 1906 et affecté à la IIe escadre de combat de la Hochseeflotte. Il participe à la parade navale en l'honneur de Ruyter à Amsterdam, le 24 mars 1907. Il gagne en 1909 (ainsi que le SMS Mecklenburg) le prix annuel du Kaiser pour le meilleur tir. En 1911, les deux premières classes de dreadnoughts allemands de combat entrent en service: ce sont les classes Nassau et Helgoland qui sont affectées à la Ire escadre de combat. Tous les autres navires des classes Kaiser Friedrich III et Wittelsbach sont donc placés en réserve, car ils ne sont armés que de canons de 24 cm. La flotte allemande a donc désormais des navires de combat tous équipés de canons au minimum de 28 cm.
Le SMS Lothringen fait partie des navires qui participent à la croisière impériale de juillet 1914 dans les eaux norvégiennes, mais celle-ci est interrompue à cause de la crise de juillet qui débouche sur la Première Guerre mondiale. Ses officiers apprennent la nouvelle de l'ultimatum de l'Autriche-Hongrie à la Serbie, le 25 juillet. Il rejoint le reste de la flotte le lendemain.

### Première Guerre mondiale
La Hochseeflotte mène une série d'opérations au début de la guerre pour harceler la Grand Fleat anglaise, supérieure en nombre ; le but de la flotte impériale est d'en détruire ainsi une partie afin d'atteindre l'égalité numérique, puis de la vaincre définitivement dans une bataille décisive du sud de la mer du Nord. Le premier volet des opérations, auquel participe le SMS Lothringen, est de soutenir à distance le bombardement des villes côtières de Scarborough, Hartlepool et Whitby, les 15 et 16 décembre 1914, par l'escadre de croiseurs du contre-amiral von Hipper. Cependant les mauvaises conditions météorologiques et un brouillard épais convainquent l'amiral von Ingenohl que le nombre de navires déployés de la flotte anglaise est beaucoup plus important que dans la réalité. Au bout du compte l'amiral met fin à l'engagement et donne l'ordre de mettre le cap sur l'Allemagne.
Le SMS Lothringen, comme son sister-ship le SMS Preußen, ne participe pas à la bataille du Jutland (31 mai-1er juin 1916), mais pour des raisons différentes. Le Preußen  avait en effet été affecté temporairement à la surveillance des côtes de la Baltique, tandis que le SMS Lothringen était dans un état matériel qui l'empêchait de participer à une quelconque bataille, aussi le vice-amiral Scheer avait-il donné l'ordre de le sortir de l'escadron. Scheer estimait, après la bataille du Jutland, que les pré-dreadnoughts étaient trop vulnérables pour participer à une action majeure, et il détache en conséquence le IIe escadron de la Hochseeflotte. Le SMS Lothringen est donc assigné à des missions de surveillance côtière dans la mer Baltique. L'année suivante, il est basé à Wilhelmshaven et sert de navire d'entraînement, jusqu'à la fin de la guerre.

### Fin de carrière
Le traité de Versailles supprime la majeure partie de la flotte allemande. Le SMS Lothringen est l'un des rares navires allemands à avoir le droit de rester au pays et à faire partie de la future Reichsmarine. Comme le Preußen, le Lothringen sert alors au chantier naval de Wilhemshaven de navire parent pour les dragueurs de mines de type F. Le navire est désarmé et quatorze dragueurs de mines sont installés sur son pont supérieur. Il est mis hors service le 2 mars 1920 et placé dans la réserve, pour être finalement rayé des cadres le 31 mars 1931, et détruit.

## Commandement
- de la mise en service à juillet 1906 : Kapitän zur See : Wilhelm Becker (de)
- juillet 1906 à octobre 1906 : Kapitän zur See : Max Grapow (de)
- 19 octobre 1906 à 20 avril 1907 : Kapitän zur See Ernst van Semmern (de)
- avril 1907 à septembre 1909 : Kapitän zur See Heinrich Sass (de)
- septembre 1909 à septembre 1911 : Kapitän zur See Friedrich Schultz
- octobre 1911 à septembre 1912 : Kapitän zur See Otto Wurmbach (de)
- octobre 1912 à janvier 1916 : Kapitän zur See Walter von Keyserlingk
- janvier à mars 1916 : Kapitän zur See Hans Klappenbach (de)
- mars 1916 : Korvettenkapitän Wolf
- juillet à décembre 1916 : Kapitän zur See Johann von Lessel (de)
- décembre 1916 : Fregattenkapitän Karl Windmüller